# Konrad Beyer
Konrad Beyer, född den 13 juli 1834 i Pommersfelden vid Bamberg, död den 17 mars 1906 i Mainz, var en tysk skriftställare.
Beyer, som var titulärt hovråd, en tid bosatt i Wiesbaden, utövade en mycket omfattande skriftställarverksamhet. Hans litteraturhistoriska verk gäller nästan alla Friedrich Rückert: Friedrich Rückerts Leben und Dichtungen (3:e upplagan 1870), Friedrich Rückert. Ein biographisches Denkmal (1868, 2:a upplagan 1890) med flera, varjämte han skrev en Poetik (1881–1883, 3:e upplagan 1899), dikter, biografier, historiska arbeten med mera.